# Николо-Иннокентьевская церковь (Иркутск)
Николо-Иннокентьевская це́рковь (также Це́рковь Святи́теля Никола́я Чудотво́рца и Святи́теля Инноке́нтия, епи́скопа Ирку́тского, Глазко́вская це́рковь) — православный храм, расположенный в городе Иркутске на улице Профсоюзной.
Николо-Иннокентьевский храм был возведен на левом берегу Ангары по просьбе верующих. В осенний и весенний периоды прихожане из Глазково (в наши дни — район города) не могли посещать Троицкую церковь, которой было приписано население Глазковского предместья. 
Иркутский купец второй гильдии Яков Степанович Малков, бывший в то время старостой Троицкой церкви, за свой счет купил землю в центре предместья Глазково.  14 ноября 1857 года жителями предместья Глазково было направлено «покорнейшее прошение» на имя епископа Иркутского и Нерчинского Евсевия с просьбой о построении на этом месте Храма Божия и кладбища. Отправленное прошение было рассмотрено на заседании Духовной Консистории и протоколом от 8 декабря 1857 года было разрешено строительство церкви. 
27 апреля 1858 года состоялась закладка Николо-Иннокентьевской церкви. 
Нит Степанович Романов пишет в «Иркутской летописи»: 
«В воскресенье, в Глазковой происходила закладка каменной церкви (19-й) во имя Св. Чудотворца Николая Архиепископа Мирликийского и Иннокентия 1-го епископа Иркутского. На средства данные старостою Троицкой церкви Иркутским купцом Я.С.Малковым (относил обязанности старосты 20 лет). Епископ Евсевий с ректором Семинарии Архимандритом Дмитрием и духовенством совершил 27 апреля в церкви св. Григория Неокесарийского (в ограде Троицкой церкви) божественную литургию. По окончании богослужения совершен с иконами Божией Матери, св. Николая и св. Иннокентия крестный ход к месту закладки. В процессии участвовали: председательствующий в совете Главного Управления генерал-лейтенант Карл Карлович Венцель, управляющий губернией Петр Александрович Извольский, председатель казенной палаты Павел Иванович Канцев, городской голова П.О. Катышевцев. По окончании закладки храма г. Малков пригласил всех к себе на обед, в домик бывший недалеко от места закладки, а для посторонней публики были устроены на ближайшей поляне столы и скамьи, хозяин и хозяйка угощали всех радушно».
Закончено строительство церкви 18 сентября в 1859 году. Освящение храма состоялось 20 сентября 1859 года преосвященным Евсевием. Сооружение и обустройство храма обошлись примерно в 10 тысяч рублей серебром; на богослужебные книги, ризницу и другие нужды от благотворителей поступило еще около 2 тысяч руб. 
Храм был построен в стиле классицизма и посвящен двум святым: Николаю Чудотворцу и Иннокентию, первому епископу Иркутскому. 
Спустя два месяца после освящения храма, на имя Благочинного округа Фортуната Петухова поступает рапорт от церковнослужителей Троицкой церкви о заслугах Якова Малкова. Кроме постройки храма, им был выстроен еще дом для священника. За ревностное служение церковным старостой Яков Степанович Малков был награжден Иркутской духовной консисторией похвальным листом и серебряной медалью, на Анненской ленте «За усердие». 
10 сентября 1933 года с храма были сняты колокола и увезены на базу металлолома.  29 марта 1934 года церковь была закрыта. 
В 1990-е годы церковь была возвращена Иркутской епархии. В 2003 году было закончено восстановление церкви.